# RR Ursae Minoris
RR Ursae Minoris (RR UMi / HD 132813 / HR 5589 / HIP 73199) es una estrella variable en la constelación de la Osa Menor de magnitud aparente media +4,71, la octava estrella más brillante en su constelación pese a no tener denominación de Bayer ni de Flamsteed.
Situada a 398 años luz del sistema solar, RR Ursae Minoris es una fría gigante roja de tipo espectral M4.5III cuya temperatura efectiva es de sólo 3467 K. 1950 veces más luminosa que el Sol, su radio es 126 veces más grande que el radio solar.
Si estuviese en el lugar del Sol, la órbita de Mercurio quedaría englobada dentro de la propia estrella.
Tiene una masa de 1,6 ± 0,3 masas solares.
Es, además, una binaria espectroscópica con un período orbital de 748,9 días.
RR Ursae Minoris está catalogada como una variable semirregular de tipo SRB; éstas son gigantes de tipos espectrales tardíos —M, C o S— con una periodicidad poco definida.
Gorgonea Tertia (ρ Persei), L2 Puppis o W Bootis son variables de este tipo.
El brillo de RR Ursae Minoris fluctúa entre magnitud +4,53 y +4,73 en un período de 43,3 días.